# 蓮華寺 (京都市右京区)

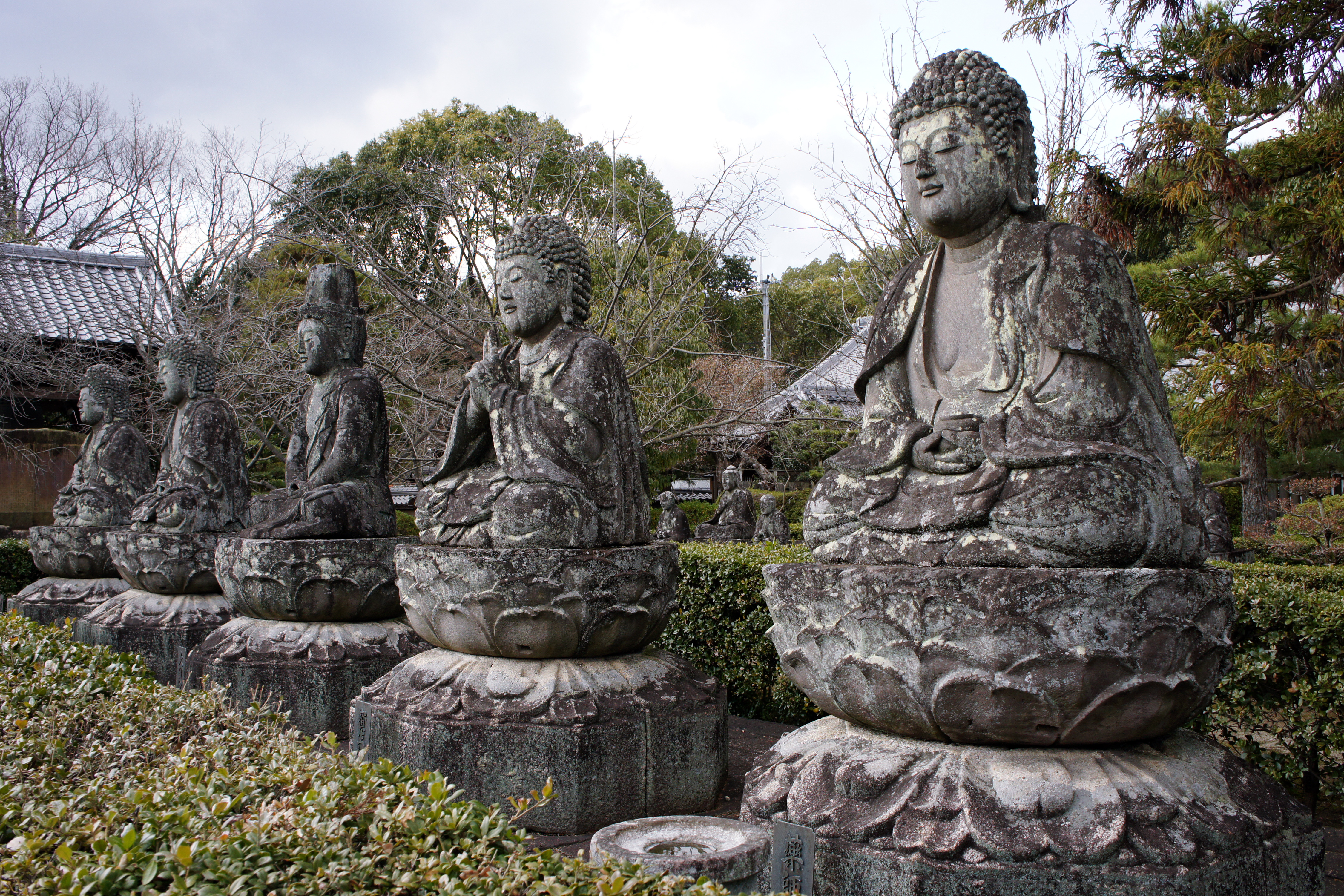
五智如来石像

蓮華寺（れんげじ）は、京都市右京区御室大内にある真言宗御室派の別格本山の寺院。山号は五智山（ごちさん）。本尊は阿弥陀如来。キュウリに疫病を封じ込め、病気平癒を祈願するきゅうり封じの法要で知られる。

## 歴史
天喜5年（1057年）に後冷泉天皇の勅願により、藤原康基が広沢池の近くに開創し、やがて仁和寺の奥の院とされた。その後、応仁の乱の兵火に遭い、寺地を鳴滝音戸山の山上に移し、長い荒廃の時代が続いた。
伊勢国生まれの江戸の豪商出身の常信（樋口平太夫家次）が寛永18年（1641年）に再興し、仁和寺の覚深法親王から「五智山蓮華寺」の寺号を改めて安堵された。今日も境内にその姿を見ることが出来る五智如来石像（大日如来、阿弥陀如来、釈迦如来、宝生如来、薬師如来）も、この際に、常信が木食僧坦称に依頼して作成させたものである。
1928年（昭和3年）、仁和寺の東隣である現在地に寺地を移す。1958年（昭和33年）、五智如来石像をはじめとして、音戸山に残されて離散・損傷していた石仏群を収集・修復して境内にあらためて祀った。

## 境内
- 本堂 - 2015年（平成27年）再建。
- 庫裏
- 不動堂
- 五智如来石像（大日如来、阿弥陀如来、釈迦如来、宝生如来、薬師如来）
- 十一坐像石像 - 11体の石仏。
- 鐘楼
- 山門

## 前後の札所
近畿三十六不動尊霊場
14 仁和寺　-　15 蓮華寺　-　16 三千院

## 交通アクセス
- JR嵯峨野線 花園駅 徒歩17分
- 京都市営バス、京都バス、JRバス「御室仁和寺」下車、徒歩3分
- 京福電鉄御室仁和寺駅下車徒歩7分。

## 周辺
- 仁和寺